# Mammillaria nivosa
Mammillaria nivosa är en kaktusväxtart som beskrevs av Heinrich Friedrich Link och Louis Ludwig Karl Georg Pfeiffer. Mammillaria nivosa ingår i släktet Mammillaria och familjen kaktusväxter. Inga underarter finns listade i Catalogue of Life.

## Bildgalleri

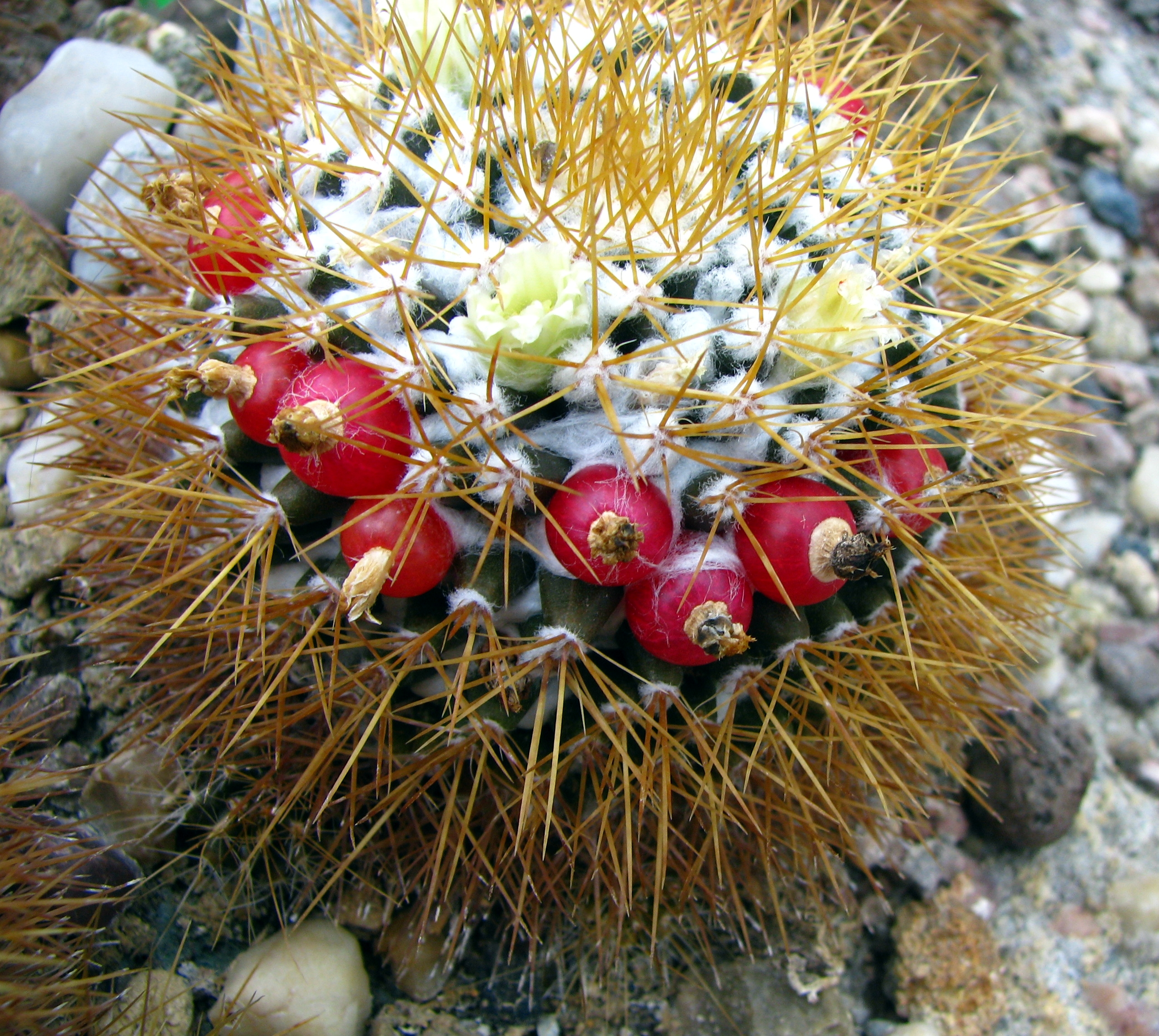
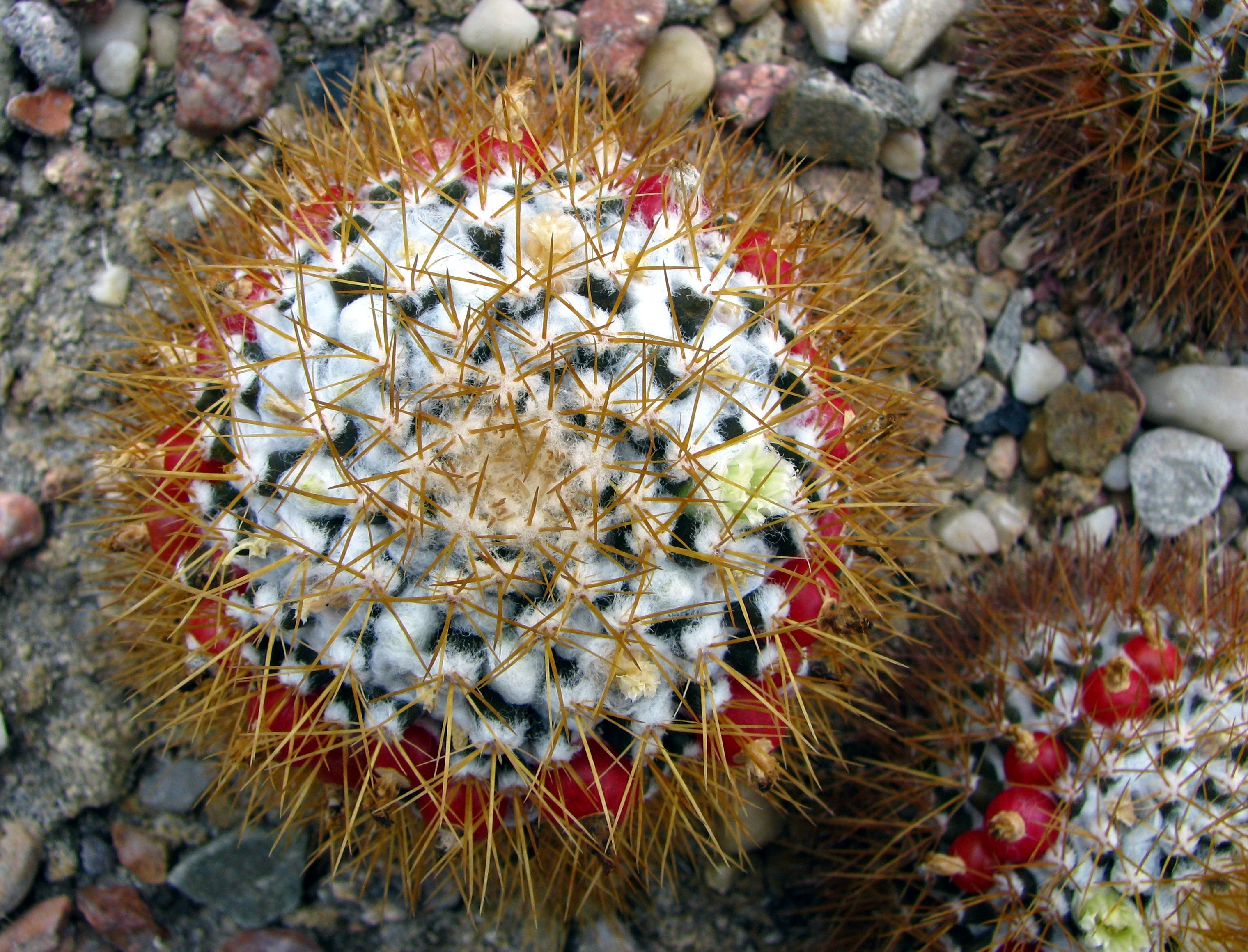
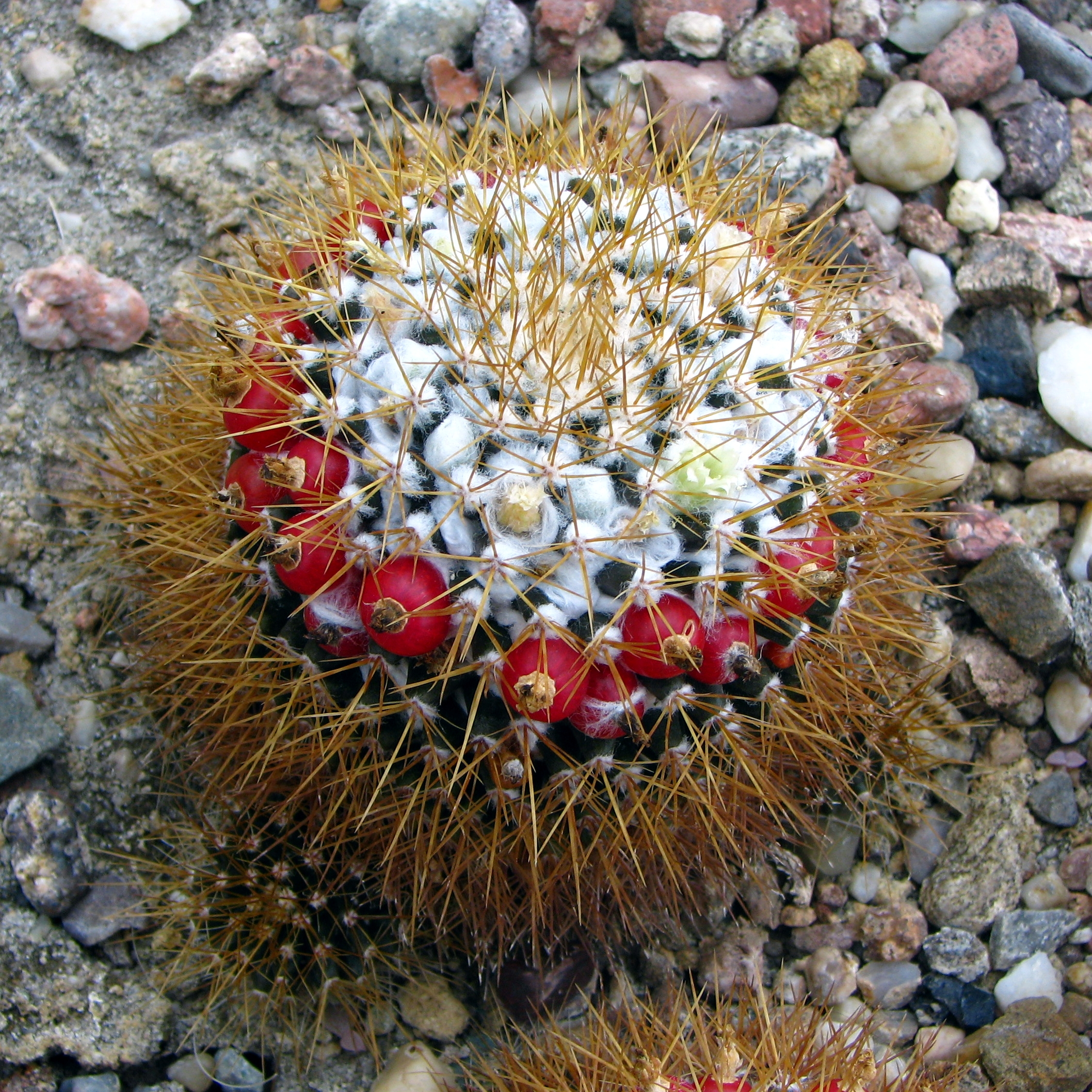
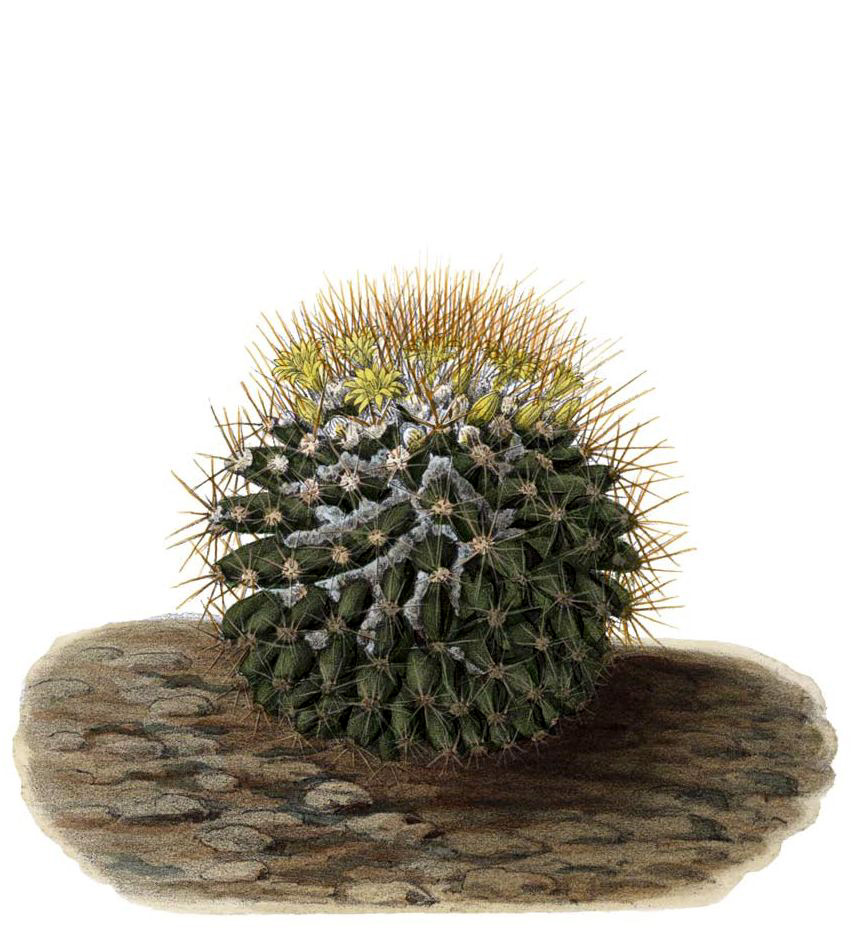
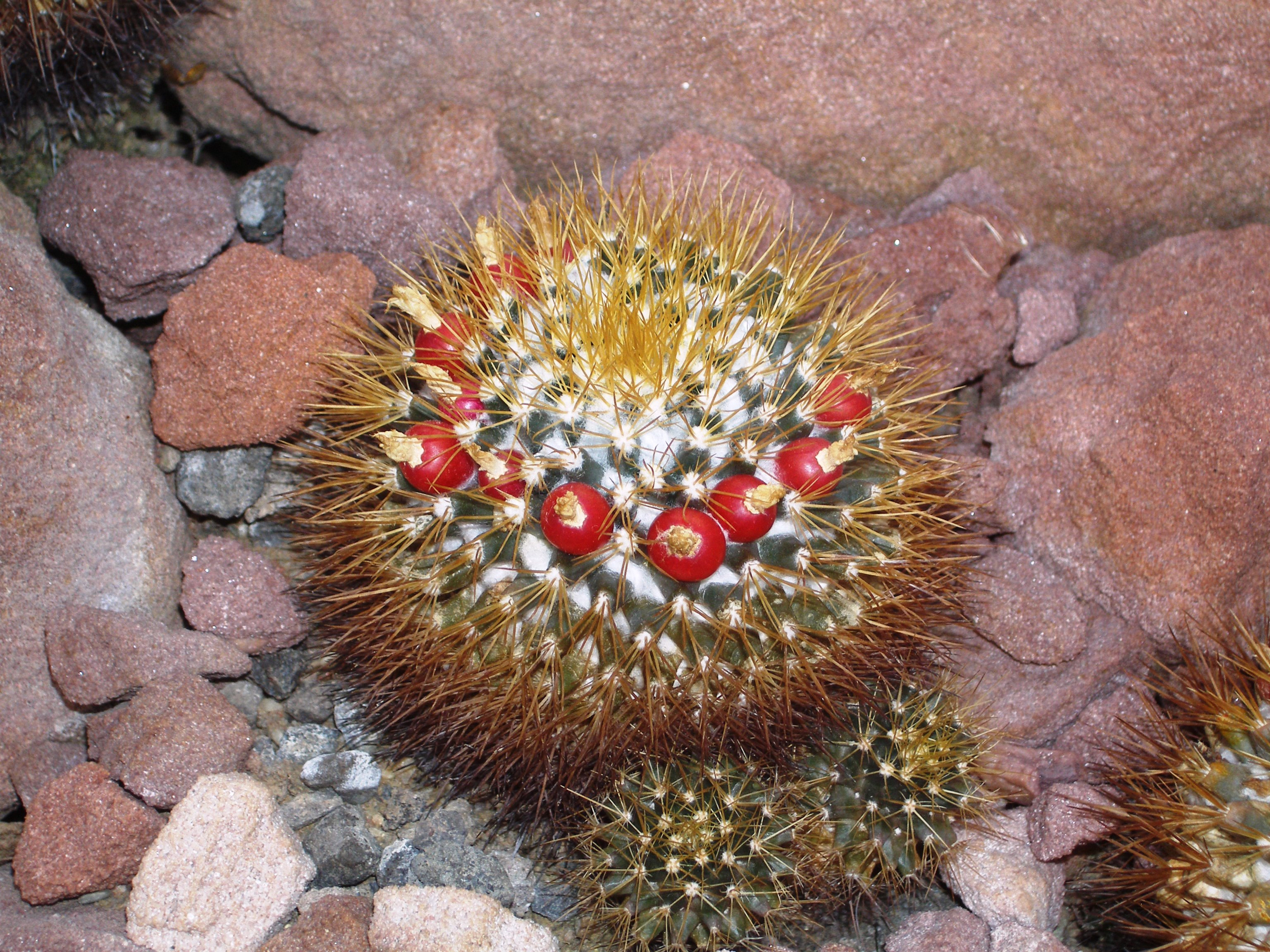